# Piolenc
Piolenc este o comună în departamentul Vaucluse din sud-estul Franței. În 2009 avea o populație de 4.853 de locuitori.

## Evoluția populației
| An        | 1975  | 1982  | 1990  | 1999  | 2006  | 2009  |
| --------- | ----- | ----- | ----- | ----- | ----- | ----- |
| Populație | 2.594 | 3.259 | 3.830 | 4.296 | 4.495 | 4.853 |